# برينس بيادين
برينس بيادين (بالإنجليزية: Prince Buaben)‏ (23 أبريل 1988 في غانا - ) هو لاعب كرة قدم غاني في مركز الوسط. شارك مع منتخب غانا لكرة القدم. أما مع النوادي، فقد لعب مع أياكس أمستردام ودندي يونايتد ونادي واتفورد وهارت أوف ميدلوثيان ونادي كارلايل يونايتد ونادي بارتيك ثيسل.

## وصلات خارجية
- برينس بيادين على موقع قاعدة بيانات كرة القدم.إي يو (الإنجليزية)
- برينس بيادين على موقع ناشيونال فوتبول تيمز (الإنجليزية)
- برينس بيادين على موقع Soccerbase.com (لاعب) (الإنجليزية)
- برينس بيادين على موقع Soccerway.com (الإنجليزية)
- برينس بيادين على موقع عالم كرة القدم.نت (الإنجليزية)